# 立陶宛六月起義

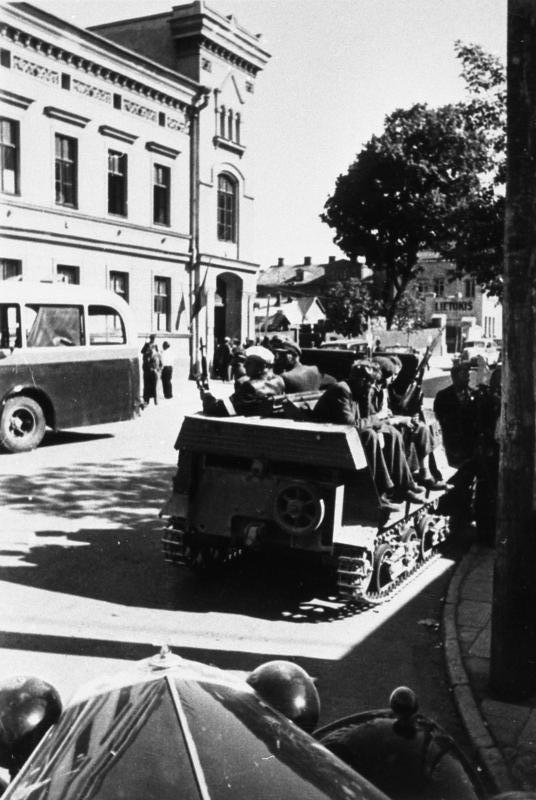
1941年6月25日，在考納斯的立陶宛起義者

六月起義是立陶宛歷史中，發生在介於1940年蘇聯佔領波羅的海國家和1941年6月納粹德國佔領立陶宛之間的起義。在起義發生前一年，1940年6月15日，蘇聯紅軍入侵立陶宛並佔領之。立陶宛蘇維埃社會主義共和國很快地被建立起來。接著蘇聯開始藉由政治上的鎮壓和紅色恐怖，消滅所有的反抗。當納粹德國於1941年6月22日入侵蘇聯後，一些支持立陶宛獨立的組織發動反抗蘇聯當局的行動，他們宣布立陶宛獨立並建立了立陶宛臨時政府。立陶宛境內兩個主要的城市，考納斯以及維爾紐斯，在德意志國防軍抵達以前就被起義者佔領。德軍在進攻開始一個禮拜之內就攻佔了整個立陶宛。立陶宛人視德軍為將他們從蘇聯的壓迫中救出來的解放者。他們期待德軍會協助他們獨立，或是允許他們有某種程度的自治（類似斯洛伐克共和國）。然而德國人沒有給立陶宛人這種支持，德國人希望以他們自己的機構取代立陶宛政府。奧斯蘭總督轄區於1941年7月下旬成立，立陶宛全境被劃入該地。而立陶宛臨時政府則被德國人剝奪了所有權力，最後在8月5日，立陶宛臨時政府宣告自動解體。

## 起義背景和準備
早在1918年，第一次世界大戰和俄國革命之後，立陶宛就已成功獨立。這次的獨立持續到1940年8月，當時蘇聯入侵立陶宛，並強行將立陶宛改組成立陶宛蘇維埃社會主義共和國，接著立陶宛蘇維埃社會主義共和國就被合併成蘇聯的一部份。立陶宛被迫實施蘇維埃化以及國有化，而蘇聯也對持不同政見者以及被指控為"階級敵人"的人民展開大規模的逮捕。於是立陶宛境內的文化、宗教、政治組織被迫解散。經濟的惡化也讓立陶宛人的生活水準漸漸下降。一年之後，就在起義發生的前一個禮拜，蘇聯將多達17,000名立陶宛人，其中大部分是知識分子，流放到西伯利亞，許多人因為當地非人的生活環境而死亡(參見六月流放)。這是起義發生的重要原因之一。這些慘劇也讓德軍對蘇聯的進攻取得某些正當性。立陶宛人開始組織起他們的武裝團體，並躲進森林中，等待時機發動起義。
立陶宛武裝團體，立陶宛行動前線(LAF)，於1940年秋天成立，其目標為重建立陶宛的獨立，由駐柏林的立陶宛大使，凱西斯·斯基爾帕，所領導。因此他們準備組織、整合立陶宛的起義行動並儲備起義行動所需的物資。其以傘式組織的方式運作而且有許多團體以LAF自居，即使他們跟LAF一點聯繫也沒有。LAF在維爾紐斯和考納斯建立了軍事-政治總部。然而他們和柏林的聯繫卻十分薄弱。然而蘇聯在1941年6月，對其的掃蕩使得LAF遭到極大的破壞。大部分的人被逮捕，並於1941年12月被處決。
1941年3月，LAF發布了一份備忘錄，名為被奴役的兄弟們(Dear Enslaved Brothers)。其記錄了一旦蘇聯與德國爆發戰爭，立陶宛人該做出什麼行動來因應。這份備忘錄指出一旦起義開始，起義者應奪取立陶宛境內的戰略要點(監獄、鐵路、橋梁、通訊設施、工廠)，保護他們免於遭受撤退的蘇聯紅軍的破壞，接著LAF總部將會成立立陶宛臨時政府並宣告獨立。4月，一份立陶宛臨時政府成員的名單被確定。依照這份名單，凱西斯·斯基爾帕將成為總理，其他的成員大部分來自於維爾紐斯以及考納斯。而政府成員也被認為是涵蓋多個政黨，足以代表大部分的立陶宛人。6月14日，德國人告訴凱西斯·斯基爾帕和他的幕僚，不准在沒有經過他們同意下組織政府和做出任何公開宣言。凱西斯·斯基爾帕同意這個要求，但他在當時對起義者的控制十分微弱。

## 六月起義

### 德國的進攻與蘇聯的撤退

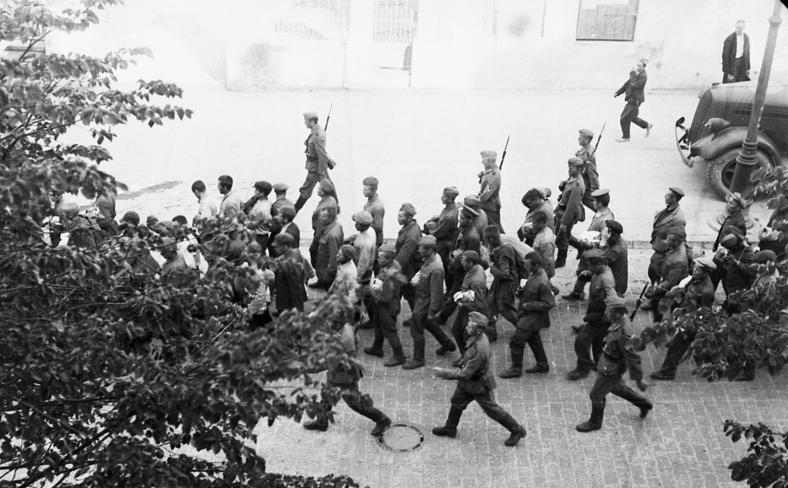
被德軍俘虜的蘇軍戰俘，1941年6~7月於維爾紐斯

6月22日早上3點15分，德國北方集團軍以及德國中央集團軍開始進攻立陶宛蘇維埃社會主義共和國，這兩支部隊分別攻向立陶宛西、北方以及維爾紐斯。德軍進攻立陶宛的部隊有40個師、700,000人、1,500輛坦克以及1,200架飛機。而蘇聯波羅的海軍區則有25個師、400,000人、1,500輛坦克以及1,344架飛機。
第一波攻擊以德國空軍空襲機場以及立陶宛城市開始。大批的蘇聯空軍飛機被擊毀於機場(322架飛機在空戰被擊毀，而1,489被擊毀於地面)。德軍進展快速，而其受到的抵抗十分零星，進攻的德軍也受到立陶宛人的幫助。在拉塞尼艾戰役中，蘇軍嘗試以坦克發動反攻，但這次反攻以蘇軍遭受大量損失告終。在一個禮拜之內，德軍以3,362人死亡的代價攻佔了整個立陶宛。蘇軍的損失則不能確定，其被估計有12~15個師。蘇軍的損失還包含大批飛機、坦克、火砲及其他裝備。
儘管立陶宛人以友善的態度歡迎德軍，但德軍仍然對立陶宛人發動屠殺，以報復被殺害的士兵。更多的暴行被撤退的蘇聯紅軍所執行。大約有4,000政治犯與罪犯被轉移到蘇聯內陸地區。蘇聯內務人民委員部在其撤出立陶宛之前組織了屠殺，立陶宛境內共有40個地方發生了屠殺。一份有關蘇聯屠殺受害者的名單在德國佔領立陶宛期間被發布，共有769人遇害。

### 立陶宛起義

#### 維爾紐斯
在維爾紐斯，由於蘇聯對LAF成員的逮捕，因此當地能夠組成的起義者並不多。因此，當地起義的規模較小且於6月23日才開始。起義者佔領了郵局、電台以及其他機構，並在戈迪米納斯塔升起立陶宛國旗。由於蘇軍撤退迅速，因此相較於其他城市，維爾紐斯更快地被起義者佔領。6月24日，擔任德軍前鋒的第7裝甲師攻入維爾紐斯。其原本認為蘇軍將會抵抗。

## 獨立與立陶宛臨時政府
6月23日早上9點28分，考納斯電台播放立陶宛的國歌Tautiška giesmė，LAF成員Leonas Prapuolenis宣讀了獨立宣言 自由的立陶宛重新復國(Free Lithuania is Restored)–
年輕而熱情的立陶宛將加入以新的秩序所建立的歐洲。立陶宛即使遭遇布爾什維克的恐怖統治，也會基於道德和社會正義，再次創造屬於自己的未來。
Prapuolenis宣布了立陶宛臨時政府的成員並向人民保證私有財產的安全。工人們組織了保護工廠、公家機關的巡守隊，而警察也開始在國境線上巡邏。
6月24日，立陶宛臨時政府召開第一次會議。LAF成員Juozas Ambrazevičius取代了凱西斯·斯基爾帕(其被德國人軟禁在家中)成為立陶宛臨時政府總理。臨時政府嘗試取得對整個立陶宛的統治權以確保獨立和開展去蘇維埃化的行動。在臨時政府存在期間，多達100條法律被討論與審查；包含防止國家社會主義的蔓延、企業管制、房地產、地方政府、警察組織的重建等議題。然而臨時政府無法控制維爾紐斯，其正處於德軍佔領之下。
德國不願意承認臨時政府，但德國人也沒有嘗試以武力解散該政府(但斯捷潘·班傑拉成立的烏克蘭政府就被德軍強制解散)。一開始德軍容忍臨時政府的行動，也沒有嘗試控制政府單位。7月17日，德國成立奧斯蘭總督轄區，準備以其取代臨時政府。德國人並沒有對臨時政府動用武力，而是以漸進的方式移除臨時政府的權力。(例如，不允許臨時政府將法令刊登在報紙或是於電台廣播)，接著德國人給臨時政府兩條路選擇：自行解散或是成為德國的傀儡政權(Zivilverwaltung)。儘管臨時政府願意在獨立獲得承認的前提下與德國合作，但其不願成為德國占領當局底下的機構，最後臨時政府於8月5日自行解散。

## 起義之後
在臨時政府消亡之後，德國人仍持續干預立陶宛人的政治活動。1941年9月，立陶宛行動前線被禁止存在而其領導人被送入集中營。12月，立陶宛境內最後一個合法政黨，親納粹的立陶宛國家社會主義黨，被禁止。 大部分被臨時政府通過的法律淪為一紙具文，但一些有關地方政府和教育的法律仍被允許執行。所以立陶宛地方政府得以發展起來，其也允許立陶宛人加入。這讓立陶宛人有機會在德國人下命令時，採取非暴力抵抗，也就是將德國人的命令擋在地方政府。例如，立陶宛人抵制武裝親衛隊組建立陶宛師、反對將立陶宛人送至德國服勞役、反對在立陶宛學校教授德國化思想。